# André Gustave Anguilé
André Gustave Anguilé (Libreville, 3 de març de 1920 - París, 23 de maig de 1999) va ser un polític i diplomàtic gabonès. Va ser ministre d'Afers Exteriors del seu país de 1960 a 1961 i també va ser ministre de finances públiques de 1960 a 1965.